# Шольц, Хайко
Ха́йко Шольц (нем. Heiko Scholz; род. 7 января 1966, Гёрлиц) — немецкий футболист и футбольный тренер.

## Клубная карьера
В составе лейпцигского «Локомотива» Хайко Шольц играл в финале Кубка обладателей кубков УЕФА в 1987 году. Его команда уступила амстердамскому «Аяксу». В высших лигах чемпионатов ГДР и объединённой Германии Шольц провёл 296 матчей и забил 21 гол.

## Карьера в сборной
Шольц сыграл семь матчей за сборную ГДР и один матч за сборную объединённой Германии.